# NGC 5127
NGC 5127 is een elliptisch sterrenstelsel in het sterrenbeeld Jachthonden. Het hemelobject werd op 13 maart 1785 ontdekt door de Duits-Britse astronoom William Herschel.

## Synoniemen
- UGC 8419
- MCG 5-32-13
- ZWG 161.42
- PGC 46809